# Municipio de Urness
El municipio de Urness (en inglés: Urness Township) es un municipio ubicado en el condado de Douglas en el estado estadounidense de Minnesota. En el año 2010 tenía una población de 243 habitantes y una densidad poblacional de 2,63 personas por km².

## Geografía
El municipio de Urness se encuentra ubicado en las coordenadas 45°53′23″N 95°41′45″O / 45.88972, -95.69583. Según la Oficina del Censo de los Estados Unidos, el municipio tiene una superficie total de 92.53 km², de la cual 82,67 km² corresponden a tierra firme y (10,65 %) 9,86 km² es agua.

## Demografía
Según el censo de 2010, había 243 personas residiendo en el municipio de Urness. La densidad de población era de 2,63 hab./km². De los 243 habitantes, el municipio de Urness estaba compuesto por el 96,3 % blancos, el 0,82 % eran asiáticos, el 0,41 % eran de otras razas y el 2,47 % eran de una mezcla de razas. Del total de la población el 0,82 % eran hispanos o latinos de cualquier raza.